# 辛格運河
辛格運河（荷蘭語：Singel），又譯辛赫爾、辛厄爾、信鈕，位於荷蘭阿姆斯特丹的一條運河。

## 历史
起源於1492年，興建於中世纪，環繞在阿姆斯特丹市區外圍。在1585年之前，是阿姆斯特丹的護城河，隨著市區擴大，被改建為運河。此運河開始於IJ灣，靠近阿姆斯特丹中央車站附近，直到鑄幣廣場，匯入阿姆斯特爾河。運河上有辛格花市。